# سرود ملی (ترانه)
«سرود ملی» ترانه‌ای از گروه موسیقی آلترنتیو راک ریدیوهد است. این ترانه در آلبوم کید ای قرار داشت.